# Nomada basalis
Nomada basalis là một loài Hymenoptera trong họ Apidae. Loài này được Herrich-Schäffer mô tả khoa học năm 1839.

## Hình ảnh

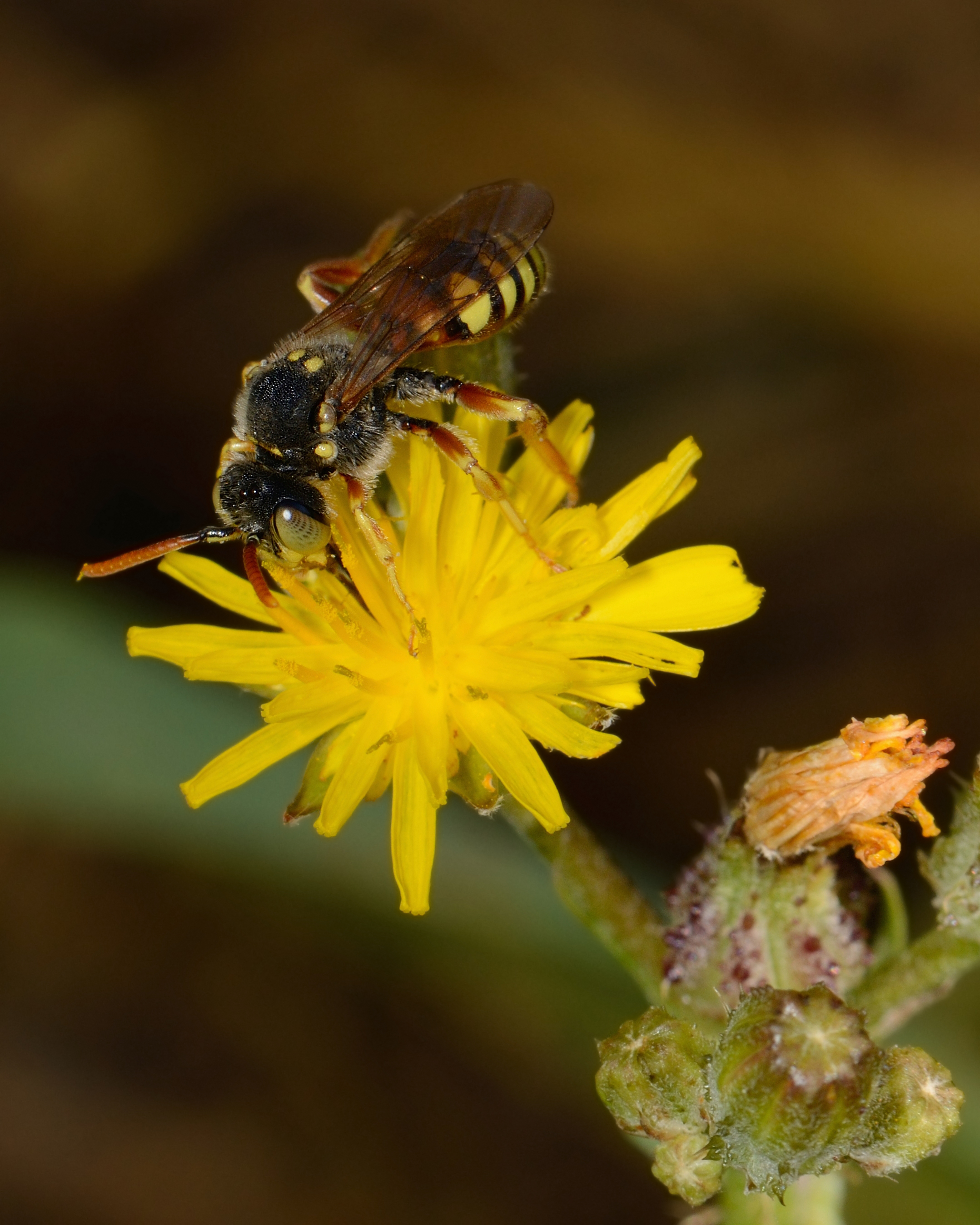